# 東境村
東境村（ひがしざかいむら）は、かつて愛知県碧海郡にあった村である。現在の刈谷市北部（東境町）に該当する。

## 地理
三河国と尾張国を隔てる境川の東岸（左岸）に位置する。境川の左岸を境村と呼んでおり、境村の東部にあることから東境村となったとされる。この地域を鎌倉街道が通っていたが、鎌倉街道の正確な経路は明らかになっていない。
台地上にあることからため池が多く、岩ヶ池、新池、南池、唐池、竜ヶ根池、山根池などがある。

## 歴史
江戸時代初期は刈谷藩と旗本の本多氏の相給であり、池鯉鮒宿の助郷村だった。台地上にあって水利が悪いことから、10のため池が掘られている。元治元年（1864年）には本多忠寛（美作守）が大名に列せられて西端藩主となっている。
1876年（明治9年）の戸数は217、人口は899。1889年（明治22年）には町村制を施行し、東境村・西境村・井ヶ谷村が合併して境村が発足した。しかし、1891年（明治24年）には境村から分離し、東境村として独立した。1906年（明治39年）には東境村・境村・一ツ木村・逢見村が合併し、富士松村が発足した。

### 年表
- 1889年（明治22年）10月1日 - 東境村・西境村・井ヶ谷村が合併し、境村が発足。
- 1891年（明治24年）8月1日 - 境村の一部（旧・東境村）が分立し、再び東境村が発足。
- 1906年（明治39年）5月1日 - 東境村・境村・一ツ木村・逢見村が合併し、富士松村が発足。東境村は廃止。

## 教育
- 第六番小学境学校（現・刈谷市立富士松北小学校）

## 名所・旧跡
- 祖母神社 - 村社。久安3年（1147年）または嘉吉2年（1442年）の創立と伝わる[2]。1799年（寛政11年）には知立の俳人である井村祖風やその門人の献句扁額が所蔵された[1]。境内には鎌倉街道跡と伝わる道があり、「鎌倉街道伝承地」として刈谷市指定文化財となっている[2][3]。
- 永源寺 - 曹洞宗の寺院[1]。大同3年（808年）に円澄の開基で創建されたと伝わる[1]。嘉吉元年（1441年）には天台宗から曹洞宗に改宗した。享保8年（1723年）には岩ヶ池が氾濫した水害により現在地に移転した[1]。
- 来岸寺 - 浄土宗の寺院[1]。慶安3年（1650年）の創建。1873年（明治6年）には境内に西境村・東境村を学区とする第六番小学境学校が創立されたが、翌1874年（明治7年）には西境村の長善寺に移されている[2]。
- 泉正寺 - 真宗大谷派の寺院[1]。正平7年（1352年）に時宗の道場として創建された[2]。天正年間（1573年-1592年）に時宗から浄土真宗に改宗した[2]。
- 岩ヶ池 - 東境村でもっとも大きな池。大池とも呼ばれ、この場所から大きな岩が掘り出されたとする伝承による[2]。岩ヶ池は浸食谷をせき止めて造成されたため池であり、池の中には小島がある。
- 間野四郎池 - 東境音頭には間野四郎兵衛や佐藤四郎兵衛という人名が登場するが、実在した人物かどうかは定かでなく、間野四郎池の名称の由来ははっきりしない[2]。刈谷市東境町には字として間野四郎がある[2]。